# Velîka Linîna, Starîi Sambir
Velîka Linîna (în ucraineană Велика Лінина) este localitatea de reședință a comunei Velîka Linîna din raionul Starîi Sambir, regiunea Liov, Ucraina.

## Demografie
Componența lingvistică a localității Velîka Linîna
     Ucraineană (99,77%)
     Alte limbi (0,23%)
Conform recensământului din 2001, majoritatea populației localității Velîka Linîna era vorbitoare de ucraineană (99,77%), existând în minoritate și vorbitori de alte limbi.